# Catacumbas de San Sebastián

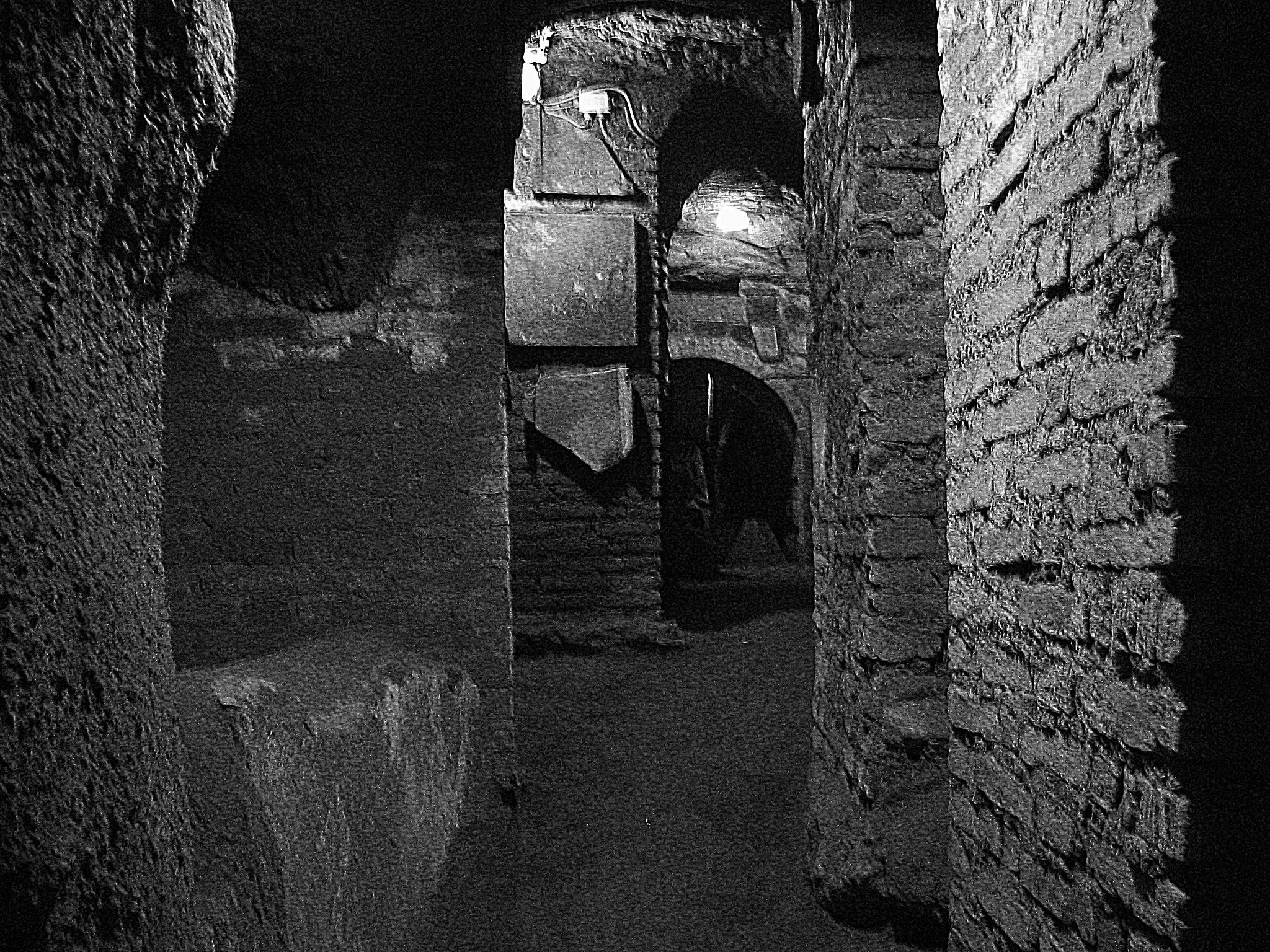
Catacumbas de San Sebastián en Roma.

Las catacumbas de San Sebastián constituyen uno de los pocos cementerios cristianos que permanecen accesibles (de los cuatro pisos originales el primero está casi completamente destruido). Se encuentra en la ciudad de Roma.

## Detalles
En la nave central de la Basílica primitiva, reconstruida en el año 1933 sobre restos antiguos, se pueden contemplar a la izquierda los canales de comunicación con la nave mediana de la iglesia actual, murales del siglo XII y el exterior del ábside de la Capilla de las reliquias; hay sarcófagos enteros y también fragmentos (la mayoría del siglo IV) que han ido encontrándose por medio de excavaciones. 
Se desciende por una escalera en las galerías donde hay varios cubículos (especial importancia tienen las pinturas de fines del siglo IV del cubículo de Jonás, cuyo ciclo es representado en cuatro escenas). Se llega a la Cripta de San Sebastián, que tiene un altar de mesa que se encuentra sobre el mismo lugar del anterior (todavía quedan algunos restos de la base) y el busto de san Sebastián atribuido a Bernini. Luego se llega a la plazoleta, bajo la cual se encuentra una cavidad de arena al que quizás se debe el nombre de ad catacumbas que tuvo este cementerio y que se extendió después a los demás. 

### Mausoleos
Sobre la plazoleta se abren tres mausoleos de la segunda mitad del siglo II utilizados en tiempos posteriores. El primero a la derecha, decorado externamente con pinturas (banquetes fúnebres, el milagro del endemoniado de Gerasa), conserva la inscripción con el nombre del propietario: Marcus Clodius Hermes; el interior, con sepulturas inhumadas y pinturas, está decorado con la cabeza de una gorgona. 
El segundo, llamado de los más inocentes en cuanto propiedad de un colegio funerario, presenta un descenso decorado con estucos; en algunos vanos hay inscripciones griegas con caracteres latinos y un pintado con las iniciales de las palabras griegas que significan Jesucristo, hijo de Dios Salvador.
A la izquierda está el mausoleo del hacha, por el arnés que figura hacia fuera, cuya decoración está formada por sarmientos de vid que salen del kantharoi puestos encima de pilastras falsas.

### Últimos pisos
De la plazoleta se sube a un ambiente, colocado cerca de la mitad de la basílica y cortado desde arriba por la construcción de la misma: la así llamada Triclia, lugar cubierto por un techo donde se celebraban banquetes fúnebres; las paredes del vano muestran cientos de dibujos realizados por devotos, realizados hacia la segunda mitad del siglo III e inicios del IV, contienen invocaciones a los apóstoles san Pedro y san Pablo.
De la triclia se pasa, por un vano, a las estancias alrededor del ábside: aquí se ordena una colección de epígrafes y una muestra completa de los mausoleos, de la triclia y de la basílica constantiniana; a continuación se baja a la platónica, construcción posterior a la misma basílica que se pensaba que era el lugar de la sepultura temporal de los dos apóstoles y que, como probaron las excavaciones realizadas en el año 1862 fue el mausoleo del mártir Quirino de Roma, obispo de Scoscia en Panonia, y que fue trasladado a Roma en el siglo V. A derecha de la platonica, se encuentra la capilla de Honorio III, adaptada en el vestíbulo del mausoleo.